# 1427
1427 (MCDXXVII) je bilo navadno leto, ki se je po julijanskem koledarju začelo na sredo.

## Dogodki
- husiti premagajo Sigismunda Luksemburškega.

## Rojstva
- 30. november - Kazimir IV. Poljski, veliki litovski knez  in poljski kralj († 1492)

## Smrti
- 19. julij  - Stefan Lazarević, srbski despot (* 1377)

Neznan datum
- Cennino Cennini, italijanski slikar (* 1370)
- Kiril Belozjorski, ruski pravoslavni menih, svetnik (* 1337)